# Gastrosaccus sarae
Gastrosaccus sarae är en kräftdjursart som beskrevs av Panampunnayil 1999. Gastrosaccus sarae ingår i släktet Gastrosaccus och familjen Mysidae. Inga underarter finns listade i Catalogue of Life.